# Per Ulrik Ljuslin
Per Ulrik Ljuslin (i riksdagen kallad Ljuslin i Högom), född 18 april 1828 i Sköns församling, Västernorrlands län, död 5 februari 1892 i Skön, var en svensk hemmansägare och riksdagspolitiker.
Ljuslin var hemmansägare i Högom i Sköns församling. Han var även politiker och ledamot av riksdagens andra kammare 1867-1869, invald i Ljustorps, Sköns, Indals och Selångers tingslags valkrets.